# Ribe Fritidscenter
Ribe Fritidscenter (eller når Ribe-Esbjerg HH spiller der: Invactor Arena af sponsormæssige hensyn) er et idrætsanlæg i Ribe, hvor der er tre haller, der blandt andet kan bruges til sportarrangementer, koncerter og udstillinger.  Der er desuden en svømmehal, et motionscenter og et cafeteria. Ribe Fitidscenter er hjemmebane for håndboldklubben Ribe-Esbjerg HH. 